# Elena Stancu
Elena Stancu (n. 1982, Craiova, România), este jurnalistă română, autoare de reportaje sociale. Din 2008 lucrează împreună cu Cosmin Bumbuț, iar proiectele lor sunt publicate pe Teleleu.eu.

## Biografie
S-a născut în 1982, în Craiova. Este absolventă a Colegiului Național „Elena Cuza” din Craiova și a Facultății de Litere din București, secția română-engleză, promoția 2005, studii masterale, Teoria și practica editării, promoția 2006. Publică reportaje în diferite ziare și reviste (Marie Claire, National Geographic, Esquire, Dilema veche, Libertatea) despre sărăcia extremă, violența domestică, comunitățile marginalizate, viața în penitenciarele românești, criza de medicamente din sistemul medical, abandonul școlar și migrația românilor.  
A fost redactor-șef adjunct la revista Marie Claire, perioadă în care l-a cunoscut pe fotograful Cosmin Bumbuț, partenerul ei. Împreună, în 2009 au înființat revista fotografică Punctum. În noiembrie 2013 s-au mutat într-o autorulotă și călătoresc prin România și comunitățile române din diaspora (Spania, Germania, Anglia, Italia, Olanda, Danemarca, Suedia, Portugalia). A realizat reportaje în penitenciarele din Craiova, Târgșor, Gherla, Chilia Veche, Aiud, Baia Mare și Buziaș, a stat printre oamenii străzii, a trăit printre romii căldărari din Corcova.

## Recunoaștere
A câștigat mai multe premii (premiul III la Balkan Fellowship for Journalistic Excellence în 2013 pentru o investigație despre corupția din sistemul medical românesc, premiul Superscrierea cititorilor în 2023 pentru materialul „Badantele care îngrijesc bătrâni în Italia pentru ca familiile lor să trăiască fără griji în România”) și burse de jurnalism (bursa Pulitzer „Persephone Miel”, care sprijină jurnaliștii din afara SUA care scriu despre problemele mai puțin mediatizate în țările lor, bursă oferită de Centrul Carter).
Din ianuarie 2019 lucrează la cel mai complex și de lungă durată proiect documentar despre migranții români în Europa: Plecat. Proiectul a fost nominalizat în 2023 la European Press Prize, a primit o bursă Pulitzer Center în 2021 și mai multe premii românești de jurnalism. În 2021 a fost expus la Bienala de Arhitectură de la Veneția, pavilionul României, iar în 2024 a fost expus la Literaturhaus în Berlin și la Muzeul Țăranului Român în București.  

## Cărți publicate
- Rubik. Editura Polirom, 2008 (roman colectiv)
- Cuba continuă, Editura Art, 2012
- Acasă,pe drum, Editura Humanitas, 2016[9]

## Filme documentare
- Ultimul căldărar (2016)
- Rezidentele (2018)